# Lachnus pallipes
Lachnus pallipes är en insektsart som först beskrevs av Hartig 1841. Enligt Catalogue of Life ingår Lachnus pallipes i släktet Lachnus och familjen långrörsbladlöss, men enligt Dyntaxa är tillhörigheten istället släktet Lachnus och familjen barkbladlöss. Arten är reproducerande i Sverige. Inga underarter finns listade i Catalogue of Life.